# La Orotava
La Orotava je jednou z 31 obcí na španělském ostrově Tenerife na Kanárských ostrovech. V administrativních hranicích obce je zahrnuta i centrální část ostrova, kde se nachází nejvyšší hora a sopka celého Španělska Pico del Teide a národní park Teide a další chráněná území. La Orotava sousedí s dalšími 14 obcemi. Její rozloha je 207,31 km², v roce 2019 měla obec 42 029 obyvatel. Je součástí comarky Valle de Orotava.